# Райк, Катри
Катри Райк (эст. Katri Raik; род. 26 октября 1967, Тарту, ЭССР, СССР) — эстонский политик, член Социал-демократической партии Эстонии, с 30 декабря 2020 года по 16 сентября 2023 года и вновь с 28 декабря 2024 года мэр города Нарва. С 26 ноября 2018 года по 29 апреля 2019 года занимала пост Министра внутренних дел Эстонии, а до 30 декабря 2020 года была членом Рийгикогу.

## Биография
Родилась и выросла в Тарту, в семье преподавателей Антса Райка (1931—1994) и Хельве Райк.
Имеет образование историка и учителя истории и обществоведения. Является доктором философии по истории (история Эстонии). Как историк проходила стажировку в Германии (университеты Гамбурга и Марбурга). Основные направления деятельности и научных исследований — история Нарвы, историография раннего Нового времени, а также многокультурное образование в Эстонии.
С 1991 по 1999 гг. занимала различные должности в системе Тартуского университета. С 1999 по 2007 гг. и с 2009 по 2015 гг. являлась директором Нарвского колледжа. С 2007 по 2009 гг. была вице-канцлером Министерства образования и науки Эстонии.
С 2015 по 2018 год была ректором Академии МВД.
С 26 ноября 2018 года  по 29 апреля 2019 — министр внутренних дел Эстонии.
С 2019 по 2020 год была депутатом Рийгикогу.
В декабре 2020 года была избрана мэром города Нарва. 16 августа 2021 года, на внеочередном заседании депутаты Нарвского городского собрания выразили недоверие заместителю председателя Яне Кондрашовой и мэру Нарвы Катри Райк. За проголосовали 16 из 31 депутатов, 5 — против. На муниципальных выборах в октябре Список Катри Райк одержал победу, Катри Райк получила 4512 голоса. 19 ноября, на первом заседании Нарвского горсобрания новым председателем была избрана Катри Райк. Катри Райк получила 18 голосов, Михаил Стальнухин — 9. После осенних муниципальных выборов 2021 года, на которых Катри Райк получила около 4500 голосов избирателей, 16 декабря 2021 года была вновь избрана мэром города Нарва. 16 сентября 2023 года 19 членов Нарвского горсобрания объявили вотум недоверия Катри Райк, и отправили её в отставку.С 28 декабря 2024 года вновь избрана мэром Нарвы.